# Arkadiusz Milik
Arkadiusz Krystian "Arek" Milik ([arˈkadjuʂ ˈmilik] ⓘ; sinh ngày 28 tháng 2 năm 1994) là một cầu thủ bóng đá chuyên nghiệp người Ba Lan, chơi ở vị trí tiền đạo cắm cho câu lạc bộ Juventus tại Serie A và đội tuyển quốc gia Ba Lan.
Milik bắt đầu sự nghiệp với tư cách là một cầu thủ bóng đá trong đội trẻ Rozwój Katowice. Năm 2011, anh ký hợp đồng một năm với Górnik Zabrze, và năm 2012, anh chuyển nhượng cho Bayer Leverkusen và sau đó được cho mượn cho FC Augsburg và Ajax. Năm 2015-2016, anh đã được Ajax mua trong một hợp đồng bốn năm với mức phí 2,8 triệu euro được báo cáo. Khi chơi cho Ajax, Milik trở thành một trong những cầu thủ ghi bàn hàng đầu ở Eredivisie. Ngày 1 tháng 8 năm 2016, anh gia nhập câu lạc bộ Ý của Napoli với giá 35 triệu euro, thay thế hiệu quả cho Gonzalo Higuaín.
Ở cấp độ quốc tế, anh đã tham gia Euro 2016 cùng Ba Lan, nơi quốc gia của anh lọt vào vòng tứ kết của giải đấu. Anh cũng tham gia World Cup 2018, nơi đội của anh bị loại ở vòng bảng.

## Thống kê sự nghiệp

### Câu lạc bộ
Tính đến ngày 14 tháng 8 năm 2022
| Câu lạc bộ         | Mùa giải    | Giải đấu    | Giải đấu | Giải đấu | Cúp Quốc gia | Cúp Quốc gia | Châu Âu | Châu Âu | Khác | Khác | Tổng | Tổng |
| Câu lạc bộ         | Mùa giải    | Division    | Trận     | Bàn      | Trận         | Bàn          | Trận    | Bàn     | Trận | Bàn  | Trận | Bàn  |
| ------------------ | ----------- | ----------- | -------- | -------- | ------------ | ------------ | ------- | ------- | ---- | ---- | ---- | ---- |
| Górnik Zabrze      | 2011–12     | Ekstraklasa | 24       | 4        | 1            | 0            | —       | —       | —    | —    | 25   | 4    |
| Górnik Zabrze      | 2012–13     | Ekstraklasa | 14       | 7        | 1            | 1            | —       | —       | —    | —    | 15   | 8    |
| Górnik Zabrze      | Tổng        | Tổng        | 38       | 11       | 2            | 1            | 0       | 0       | —    | —    | 40   | 12   |
| Bayer Leverkusen   | 2012–13     | Bundesliga  | 6        | 0        | 0            | 0            | 2       | 0       | —    | —    | 8    | 0    |
| FC Augsburg (mượn) | 2013–14     | Bundesliga  | 18       | 2        | 2            | 0            | —       | —       | —    | —    | 20   | 2    |
| Ajax (mượn)        | 2014–15     | Eredivisie  | 21       | 11       | 3            | 8            | 9       | 4       | 1    | 0    | 34   | 23   |
| Ajax               | 2015–16     | Eredivisie  | 31       | 21       | 2            | 0            | 9       | 3       | —    | —    | 42   | 24   |
| Ajax               | Tổng        | Tổng        | 52       | 32       | 5            | 8            | 18      | 7       | 1    | 0    | 76   | 47   |
| Napoli             | 2016–17     | Serie A     | 17       | 5        | 2            | 0            | 4       | 3       | —    | —    | 23   | 8    |
| Napoli             | 2017–18     | Serie A     | 15       | 5        | 0            | 0            | 2       | 1       | —    | —    | 17   | 6    |
| Napoli             | 2018–19     | Serie A     | 35       | 17       | 2            | 1            | 10      | 2       | —    | —    | 47   | 20   |
| Napoli             | 2019–20     | Serie A     | 26       | 11       | 4            | 0            | 5       | 3       | —    | —    | 35   | 14   |
| Napoli             | Tổng        | Tổng        | 93       | 38       | 8            | 1            | 21      | 9       | 0    | 0    | 122  | 48   |
| Marseille (mượn)   | 2020–21     | Ligue 1     | 15       | 9        | 1            | 1            | —       | —       | —    | —    | 16   | 10   |
| Marseille (mượn)   | 2021–22     | Ligue 1     | 23       | 7        | 4            | 5            | 10      | 8       | —    | —    | 37   | 20   |
| Marseille          | 2022–23     | Ligue 1     | 2        | 0        | 0            | 0            | 0       | 0       | —    | —    | 2    | 0    |
| Marseille          | Tổng        | Tổng        | 40       | 16       | 5            | 6            | 10      | 8       | —    | —    | 55   | 30   |
| Juventus (mượn)    | 2022–23     | Serie A     | 0        | 0        | 0            | 0            | 0       | 0       | —    | —    | 0    | 0    |
| Career Tổng        | Career Tổng | Career Tổng | 247      | 99       | 22           | 16           | 51      | 24      | 1    | 0    | 321  | 139  |

### Đội tuyển quốc gia
Tính đến ngày 20 tháng 6 năm 2023
| Ba Lan    | Ba Lan | Ba Lan |
| Năm       | Trận   | Bàn    |
| --------- | ------ | ------ |
| 2012      | 4      | 1      |
| 2013      | 2      | 0      |
| 2014      | 8      | 5      |
| 2015      | 8      | 4      |
| 2016      | 11     | 1      |
| 2017      | 3      | 1      |
| 2018      | 9      | 1      |
| 2019      | 4      | 1      |
| 2020      | 7      | 1      |
| 2021      | 5      | 1      |
| 2022      | 6      | 0      |
| 2023      | 2      | 1      |
| Tổng cộng | 69     | 17     |

### Bàn thắng quốc tế
Tính đến ngày 20 tháng 6 năm 2023.
| #  | Ngày                 | Địa điểm                                                | Số trận | Đối thủ       | Bàn thắng | Kết quả | Giải đấu                      |
| -- | -------------------- | ------------------------------------------------------- | ------- | ------------- | --------- | ------- | ----------------------------- |
| 1  | 14 tháng 12 năm 2012 | Khu liên hợp thể thao Mardan, Aksu, Thổ Nhĩ Kỳ          | 4       | Bắc Macedonia | 1–0       | 4–1     | Giao hữu                      |
| 2  | 6 tháng 6 năm 2014   | Sân vận động Energa Gdańsk, Gdańsk, Ba Lan              | 9       | Litva         | 1–1       | 2–1     | Giao hữu                      |
| 3  | 11 tháng 10 năm 2014 | Sân vận động Quốc gia, Warsaw, Ba Lan                   | 11      | Đức           | 1–0       | 2–0     | Vòng loại UEFA Euro 2016      |
| 4  | 14 tháng 10 năm 2014 | Sân vận động Quốc gia, Warsaw, Ba Lan                   | 12      | Scotland      | 2–2       | 2–2     | Vòng loại UEFA Euro 2016      |
| 5  | 14 tháng 11 năm 2014 | Boris Paichadze Dinamo Arena, Tbilisi, Gruzia           | 13      | Gruzia        | 4–0       | 4–0     | Vòng loại UEFA Euro 2016      |
| 6  | 18 tháng 11 năm 2014 | Sân vận động Miejski, Wrocław, Ba Lan                   | 14      | Thụy Sĩ       | 2–1       | 2–2     | Giao hữu                      |
| 7  | 13 tháng 6 năm 2015  | Sân vận động Quốc gia, Warsaw, Ba Lan                   | 16      | Gruzia        | 1–0       | 4–0     | Vòng loại UEFA Euro 2016      |
| 8  | 7 tháng 9 năm 2015   | Sân vận động Quốc gia, Warsaw, Ba Lan                   | 19      | Gibraltar     | 5–0       | 8–1     | Vòng loại UEFA Euro 2016      |
| 9  | 7 tháng 9 năm 2015   | Sân vận động Quốc gia, Warsaw, Ba Lan                   | 19      | Gibraltar     | 7–0       | 8–1     | Vòng loại UEFA Euro 2016      |
| 10 | 17 tháng 11 năm 2015 | Sân vận động Miejski, Wrocław, Ba Lan                   | 22      | Cộng hòa Séc  | 1–0       | 3–1     | Giao hữu                      |
| 11 | 12 tháng 6 năm 2016  | Sân vận động Nice, Nice, Pháp                           | 27      | Bắc Ireland   | 1–0       | 1–0     | UEFA Euro 2016                |
| 12 | 4 tháng 9 năm 2017   | Sân vận động Quốc gia, Warsaw, Ba Lan                   | 36      | Kazakhstan    | 1–0       | 3–0     | Vòng loại FIFA World Cup 2018 |
| 13 | 20 tháng 11 năm 2018 | Sân vận động D. Afonso Henriques, Guimarães, Bồ Đào Nha | 45      | Bồ Đào Nha    | 1–1       | 1–1     | UEFA Nations League 2018–19   |
| 14 | 13 tháng 10 năm 2019 | Sân vận động Quốc gia, Warsaw, Ba Lan                   | 49      | Bắc Macedonia | 2–0       | 2–0     | Vòng loại UEFA Euro 2020      |
| 15 | 7 tháng 10 năm 2020  | Sân vận động Energa Gdańsk, Gdańsk, Ba Lan              | 52      | Phần Lan      | 5–1       | 5–1     | Giao hữu                      |
| 16 | 12 tháng 11 năm 2021 | Sân vận động Quốc gia, Andorra la Vella, Andorra        | 60      | Andorra       | 3–1       | 4–1     | Vòng loại FIFA World Cup 2022 |
| 17 | 20 tháng 6 năm 2023  | Sân vận động Zimbru, Chișinău, Moldova                  | 69      | Moldova       | 1–0       | 2–3     | Vòng loại UEFA Euro 2024      |

## Danh hiệu
Napoli
- Coppa Italia: 2019–20[4]

Juventus
- Coppa Italia: 2023–24[5]

Cá nhân
- Người mới đến Ba Lan của năm: 2012[6]
- Ekstraklasa Cầu thủ của tháng: Tháng 8 năm 2012[7]
- Vua phá lưới KNVB Cup: 2014–15 (8 bàn)
- Vua phá lưới Coppa Italia: 2023–24 (4 bàn thắng)[8]